# تيسير قبعة
تيسير قبعة (20 آب/أغسطس 1938 - 21 تموز/يوليو 2016) هو مُناضلٌ وناشطٌ فلسطينيٌّ بارزٌ في الحركة الطلابيّة والوطنيّة وأحد القادة المؤسسّين لحركة القوميين العرب. كان عضوًا في اللجنة التنفيذيّة لمنظمة التّحرير الفلسطينيّة، كأول ممثلٍ للجبهة الشعبيّة لتحرير فلسطين.

## السيرة الشخصيّة

### النشأة
وُلد المناضل تيسير قبعة في محافظة قلقيلية في الضفة الغربيّة في 20 آب/أغسطس عام 1938. درس المرحلة الأساسيّة في مدارس قلقيلية، وتخرج من مدرسة قلقيلية الثانويّة عام 1958.

### المسيرة الدراسيّة
التحقَ بكليّةِ الحقوق في جامعةِ دمشق عام 1962، وأثناء ذلك أنتُخِبَ رئيسًا لرابطةِ الطّلبة الفلسطينيّين في سوريا. حصل على درجة البكالوريوس ثم الماجستير في التاريخ من كلية الآداب في جامعة القاهرة.

### نشاطه وحياته السياسيّة
انتَسبَ قبعة إلى حركة القوميّين العرب في شبابه المبكر، وشارك في مؤتمرها التأسيسيّ في عام 1956. تدرّج في المناصب فيها حيث أنتُخب عضوًا في لجنتها التنفيذيّة في عام 1959، ثم في مكتبها السياسي في عام 1964.
نشط في العمل الطلابيّ والنقابيّ، حيث كان رئيسًا لرابطة الطلبة الفلسطينيين في سوريا عام 1958.
أعتُقل في دمشق بعد الإنفصال عن مصر عام 1961، وتمّ إبعاده إلى القاهرة ليلتحق بكلية الآداب في جامعة القاهرة. أنتُخب رئيسًا للإتحاد العام لطلبة فلسطين، وأصبح للإتحاد في عهده أكثر من أربعين فرعًا في مختلف دول العالم. وأثناء قيادته للإتحاد، قام بالعديد من الزيارات للدول العربيّة والأوروبيّة والاشتراكيّة لتنظيم الطلبة الفلسطينيّين وشرح عدالة القضيّة الفلسطينيّة. كما حضر العديد من المؤتمرات الطلابيّة في أوروبا الشرقيّة وأوروبا الغربيّة وإفريقيا. أنتُخب عضوًا في العديد من اللّجان التنفيذيّة في الاتّحادات الدوليّة مثل: اللجنة التنفيذيّة لإتّحاد الطلبة العالمي، واللّجنة التنفيذيّة لإتحاد الشباب الديمقراطي العالمي، ومجلس السلم العالمي، ومنظمة التضامن الآفرو-آسيوي.
بقيَ رئيسًا للإتّحادِ حتى شهر حزيران/يونيو من عام 1967، حيث تركَ الجامعةَ والإتحاد للإنضمامِ إلى العديدِ من الطّلبةِ الفلسطينيّين لمقاومةِ الاحتلالِ الإسرائيلي في الضفةِ الغربيّةِ.
إعتقَلَتْهُ سلطاتُ الاحتلالِ في القدسِ في تاريخ 20 كانون الأول/ديسمبر 1967، وبقيَ في السّجنِ لأكثرِ من ثلاثِ سنواتٍ. شُنَّت حَمْلةٌ عالميّةٌ لإطلاقِ سراحِه، وزارَه في السّجن العديدُ من قادةِ الإتّحاداتِ الطلابيّةِ العالميّةِ. وتحتَ الضّغطِ العالميّ، أبعَدَتْهُ سلطاتُ الاحتلالِ الإسرائيليّ إلى الأردن عبر صحراء النقب في عام 1971. كما تعرّضَ لعدّةِ محاولاتِ اغتيالٍ مِن قِبَلِ الموساد الصّهيونيّ.
حَضَرَ المؤتمرَ الأولَ للمجلسِ الوطنيّ الفلسطينيّ في القدسِ عام 1964 والذي إنبَثَقَتْ عنهُ منظمةُ التّحريرِ الفلسطينيّةِ، كممثلٍ عن الإتّحاد العام لطلبةِ فلسطين. شارَكَ في تأسيسِ الجبهةِ الشعبيّةِ لتحرير فلسطين عام 1967، وأصبح عضوًا في مكتبها السياسي ومسؤولًا عن تنظيمها في الخارج، ثم دخل إلى فلسطين سرًا وحاول تشكيلِ نواة لخلايا مسلحة تابعة للمقاومة الفلسطينية. كما أنتُخب عضوًا في اللجنة التنفيذيّة لمنظمة التّحرير الفلسطينيّة، كأول ممثلٍ للجبهة الشعبيّة لتحرير فلسطين فيها.
بعد أحداث أيلول، انتقل من الأردن إلى لبنان. واصل تنقلاته بين لبنان وسوريا والعراق وتونس والجزائر. التقى بالعديد من الرؤساء والحكّام العرب، وحضر العديد من مؤتمرات الأحزاب القوميّة والعماليّة في أوروبا الشرقيّة وإفريقيا وأمريكا اللاتينيّة.
ترأّس الوفدُ الفلسطيني لمؤتمر الشباب العالمي في برلين وكوبا في عامي 1973 و 1978. دعا إلى قيام دولةٍ فلسطينيّة مستقلّة على أيّ جزء يتم تحريره من أرضِ فلسطين، كخطوّة أولى لتحريرِ الأراضي الفلسطينيّة.
خلال مسيرتِهِ النضاليّة والسياسيّة، حضَرَ تيسير قبعة عددًا من مؤتمرات القمّة العربيّة والقمة الإفريقيّة ودورات الجمعيّة العامّة للأممِ المتّحدة. كما شاركَ في العديدِ من المؤتمراتِ البرلمانيّةِ للاتّحاد البرلمانيّ الدوليّ والعربيّ.
زار الصين لأول مرّة في عام 1964 على رأسِ وفدٍ من الاتّحاد العام لطلبة فلسطين. كما زارَ الصين ثلاثَ مرّات على رأسِ وفدٍ من الجبهة الشعبيّة لتحرير فلسطين، وزارَها على رأس وفدِ المجلس الوطني الفلسطينيّ أثناءَ انعقادِه المؤتمرِ الدوليّ لاتّحادِ البرلمان العالمي.
عاد إلى الأراضي الفلسطينية المحتّلة في شهر نيسان/أبريل عام 1996 لحضور اجتماع المجلس الوطني الفلسطيني في غزة في دورته الحادية والعشرين، حيث أُعيد انتخابه نائبًا لرئيس المجلس الوطني الفلسطيني.
وفي كانون الأول/ديسمبر من عام 2005، انتُخب نائبًا لرئيس البرلمان الإنتقالي. كما انتُخب نائبًا لرئيس الجمعيّة البرلمانيّة الأورومتوسطية في آذار/مارس من عام 2006.

## الحياة الخاصة
تزوّجَ تيسير قبعة من السيدة إبتسام نويهض في عام 1974. أنجب منها ثلاث بنات وابنًا وحيدًا اسمه فارس.

## الجوائز
كانت قد منحت الجمعية البرلمانية للبحر المتوسط المناضل تيسير قبعة جائزة المتوسط، ذلك بسبب جهوده لتعزيز الحوار والسلام بين فلسطين وإسرائيل أثناء عمله ونشاطه في الجمعية البرلمانية للبحر المتوسط. تُعد واحدة من أهم الجوائز في العالم، فهي تُقدَّم منذ عام 1996 لمجموعةٍ من كبارِ الشّخصيات في عالمِ السياسة والدبلوماسية والثقافة والتربية والعلوم، وذلك إعترافًا بمساهمتهم في تعزيز الحوار والسلام في منطقة الشّرق الأوسط الكبرى، وتُمنح الجائزةُ من قِبل هيئةِ تحكيمٍ تَضُم 300 عضو من 43 دولة.
كما أصدَرَ الرئيسُ الفلسطينيّ محمود عباس مرسومًا بمنحِ المناضِل الوطنيّ الراحلِ تيسير قبعة نجمة القدس من وسام القدس تقديرًا لمسيرتِه الوطنيّة والنضاليّة المشرّفة.

## وفاته
تُوفّيَ في العاصمةِ الأردنيّة عمّان صباحَ الخميس الموافق 21 تموز/يوليو من عام 2016 عن عمرٍ يناهز 78 عامًا. وصَفَهُ الرئيس محمود عباس في بيانِ النّعي بـ"القائد والوطني الكبير" و"رفيق الدّرب الطويل" وأحدِ القادةِ التاريخيّين المؤسّسين للجبهةِ الشّعبية لتحريرِ فلسطين. كما نَعَتهُ حركة فتح قائلةً في بيانها: "إننا ونحن نودع هامة وطنية أخرى، وقائدا فلسطينيًا، ظل متمسكًا بالثوابت والوحدة الوطنية والقرار المستقل؛ فإننا على يقين أنه قد ترك أثرًا ونموذجًا في العطاء والتضحية من أجل القضية والوطن".